# Шторбек-Франкендорф
Шторбек-Франкендорф (њем. Storbeck-Frankendorf) општина је у њемачкој савезној држави Бранденбург. Једно је од 23 општинска средишта округа Остпригниц-Рупин. Према процјени из 2010. у општини је живјело 525 становника. Посједује регионалну шифру (AGS) 12068413.

## Географски и демографски подаци
Шторбек-Франкендорф се налази у савезној држави Бранденбург у округу Остпригниц-Рупин. Општина се налази на надморској висини од 44 метра. Површина општине износи 42,2 km². У самом мјесту је, према процјени из 2010. године, живјело 525 становника. Просјечна густина становништва износи 12 становника/km².